# Martina Jäschke
Martina Jäschke (Merseburg, 6 maggio 1960) è una ex tuffatrice tedesco orientale, dal 1990, tedesca.
È stata campionessa olimpica ai Giochi olimpici estivi di Mosca 1980 nel concorso dei tuffi dalla piattaforma 10 metri. Nel 1978 è stata vicecampionessa ai campionati mondiali di nuoto di Berlino Ovest 1978.

## Palmarès
- Giochi olimpici

Mosca 1980: oro nella piattaforma 10 m;
- Campionati mondiali di nuoto

Berlino Ovest 1978: argento nella piattaforma 10 m;